# Faro di Louisbourg
Il faro di Louisbourg è un faro canadese sito presso Louisbourg. La sua attuale torre è la quarta di una serie di fari che sono stati eretti nella località, il primo dei quali fu anche il primo faro del Canada.

## Il primo faro
La prima costruzione iniziò nel 1730 per assistere la navigazione alla Fortezza di Louisbourg. Essa fu terminata nel 1734. Un incendio nel 1736 distrusse la lanterna ma la torre in pietra non ne fu danneggiata e una nuova lanterna fu installata nel 1738. Il faro ebbe un ruolo decisivo sia nell'assedio di Louisbourg del 1745 che in quello del 1758, poiché, una volta catturato, consentì l'installazione di una batteria di cannoni per bombardare la fortezza. Tuttavia, durante quest'ultimo assedio, il faro fu seriamente danneggiato e abbandonato dagli inglesi, dopo che ebbero distrutta la fortezza. Rovine in pietra sono ancora visibili in loco.

## Il secondo faro
Un faro quadrato con una striscia nera fu fatto erigere dal governo della Nuova Scozia nel 1842. Era un fabbricato in legno a due piani e mezzo poggiato su una solida base in muratura. Esso comprendeva l'abitazione per il guardiano alla base del faro. Un avvisatore nautico sonoro fu aggiunto nel 1902. Questo secondo faro fu distrutto da un incendio nel 1922. Le fondazioni sono ancor oggi visibili e sono state scavate e stabilizzate dagli archeologi dell'Agenzia canadese dei Parchi.

## Il faro oggi
Un faro ottagonale in calcestruzzo, decorato con motivi architettonici neoclassici fu eretto nel 1923. La torre è gemella di quella dell'isola di George ad Halifax nella Nuova Scozia. Il faro non è più presidiato dal 1990. Esso è un popolare punto panoramico e nel 2008 fu il punto di partenza di un percorso costiero di camminata. Placche interpretative indicano le rovine dei precedenti fari.